# رمی، پسر هیچکس (انیمه)
رمی، پسر هیچ‌کس (ژاپنی: 家なき子 هپبورن: Ie Naki Ko, ت.ت. 'بچهٔ بی‌خانمان') یک مجموعه انیمهٔ ژاپنی ساختهٔ استودیو مدهاوس است. این انیمه اقتباسی از رمان بی‌خانمان اثر نویسنده فرانسوی هکتور مالو است.
در سال ۱۹۹۶ اقتباس جدیدی از این داستان در ژاپن پخش شد. نام این اثر رمی دختر هیچ‌کس (家なき子レミ Ie Naki Ko Remi) بود که نیپون انیمیشن به عنوان بخشی از مجموعه تئاتر شاهکار جهان خود ساخت.

## خلاصه داستان
داستان در فرانسه قرن نوزدهم روایت می‌شود، جایی که رمی با مادرش در دهکده‌ای به نام شاوانون زندگی می‌کند. پدرش جروم بارباران در پاریس کار می‌کند. هنگامی که مجروح می‌شود، تصمیم می‌گیرد به روستای خود بازگردد، اگرچه او بسیار تغییر یافته و بسیار سنگدل شده است. رمی متوجه می‌شود که او در واقع یک بچه سرراهی بوده است. بارباران رمی را به یک هنرمند دوره‌گرد به نام ویتالیس می‌فروشد. رمی که عشق پدر و محیط آشنایش را از دست داده، سرنوشت خود را می‌پذیرد و به دنبال مرد دوره‌گرد راه می‌افتد و این آغازی بود برای رمی تا حقیقت را پیدا کند: اینکه واقعاً کیست و والدینش چه کسانی هستند.